# Міжнародна поліцейська асоціація
Міжнародна поліцейська асоціація — міжнародна неурядова організація поліцейських.

Створена 1 січня 1950 року у Великій Британії. У травні цього ж року були затверджені її емблема і девіз на мові есперанто «Servo Per Amikeco» («Служба через дружбу»). Першими членами стали 100 поліцейських Великої Британії, а через кілька років в МПА вступили понад 500 британських поліцейських.
З 25 липня 1977 року має статус консультативного представництва в Раді Європи, з 26 липня 1995 року — внесена до переліку міжнародних неурядових організацій Організацією Об'єднаних Націй.